# Huéscar (Comarca)
Die Comarca de Huéscar ist eine der 10 Comarcas in der Provinz Granada.
Die im äußersten Norden der Provinz gelegene Comarca umfasst sechs Gemeinden mit einer Fläche von 1.814,28 km².

## Lage
|              | Provinz Albacete                            | Region Murcia   |
| Provinz Jaén | Kompassrose, die auf Nachbargemeinden zeigt | Provinz Almería |
|              | Baza                                        |                 |

## Gemeinden
| Gemeinde               | Einwohner (2024) | Fläche km² | Dichte Einw./km² | Cod INE | Postleitzahl |
| ---------------------- | ---------------- | ---------- | ---------------- | ------- | ------------ |
| Castilléjar            | 1.289            | 131,33     | 10               | 18045   | 18818        |
| Castril                | 1.968            | 243,26     | 8                | 18046   | 18816        |
| Galera                 | 1.116            | 117,89     | 9                | 18082   | 18840        |
| Huéscar                | 7.234            | 473,46     | 15               | 18098   | 18830        |
| Orce                   | 1.148            | 324,96     | 4                | 18146   | 18858        |
| Puebla de Don Fadrique | 2.202            | 523,38     | 4                | 18164   | 18820        |
| Comarca Huéscar        | 14.957           | 1.814,28   | 8                | –       | –            |

In der Fundstätte Venta Micena nahe der Gemeinde Orce wurde 1982 das ungefähr handtellergroße Fragment aus dem Bereich des Übergangs von Scheitelbein zu Hinterhauptbein eines fossilen hominiden Schädels entdeckt, das als Mensch von Orce (auch: Mann von Orce) bezeichnet wird. Es stammt aus einer rund 1,65 Millionen Jahre alten Fundschicht.